# Modeh Ani
Modeh Ani (hebreiska: מודה אני; "Jag tackar dig," de första orden i bönen) är en judisk bön som dagligen reciteras av praktiserande judar, varje morgon, strax efter att ha vaknat.

## Text

### Hebreiska
.מודה אני לפניך, מלך חי וקים, שהחזרת בי נשמתי בחמלה, רבה אמונתך

### Translitteration
Modeh ani lifanecha melech chai v'kayam shehechezarta bi nishmahti b'chemlah,
rabah emunatecha.

### Svensk översättning
Jag tackar dig, levande och evig Konung, för att du i barmhärtighet har givit mig min själ tillbaka,
stor är din trofasthet.

## Om bönen
Det hålls en kort paus mellan orden בחמלה (bechemla) och רבה (raba).